# McQuin Baron
McQuin Baron (Laguna Beach, 27 de outubro de 1995) é um jogador de polo aquático estadunidense.

## Carreira
Baron integrou a Seleção Estadunidense de Polo Aquático que ficou em décimo lugar nos Jogos Olímpicos de 2016.